# د هاید، ویچیتا، کانزاس
د هاید (به انگلیسی: The Hyde) یک منطقهٔ مسکونی در ایالات متحده آمریکا است که در کانزاس واقع شده‌است. د هاید ۲٬۷۵۹ نفر جمعیت دارد و ۳۹۴٫۷۲ متر بالاتر از سطح دریا واقع شده‌است.